# 趙恩來
趙恩來（英語：Chiu Yan-loy，1985年7月12日—），祖籍江蘇淮安，生於香港，香港民主派人士，中學就讀保良局李城璧中學，畢業於香港城市大學公共行政學系、香港浸會大學社會科學碩士（當代中國研究），前香港荃灣區議會荃威選區議員，曾任李卓人立法會議員助理，是工黨成員。
2009年至2012年期間，曾任新民黨常務副主席田北辰政治助理。2013年加入工黨，積極參與地區工作。2014年，趙恩來聯同民主黨林卓廷共同創立全港業主反貪腐反圍標大聯盟，出任大聯盟發言人。2014年底，出任支聯會常委，負責組織部工作。2015年，趙恩來聯同多個泛民政黨年青一代共組區政‧改造，推動青年議政，改革地區行政。
趙恩來2015年代表工黨出選荃灣區議會愉景選區挑戰新民黨田北辰，結果以2,022票落選。至2016年再接再厲，伙拍工黨李卓人參選立法會新界西地區直選，排於名單第二位，最終以30,149票落選。
2019年，趙恩來轉戰荃灣區議會荃威選區挑戰新界社團聯會林婉濱，結果以4,444票大勝。

## 學歷
- 香港浸會大學社會科學碩士（當代中國研究）優異成績畢業
- 曾以交流生身份就讀三藩市州立大學，進修社會運動，並取得Dean's List
- 香港城市大學社會科學榮譽學士（政策及行政）
- 香港保良局李城璧中學
- 香港中華基督教會基慧小學上午校

## 生平

### 早年生活
趙恩來在荃灣港安醫院出生，居於荃威花園，小學就讀於荃灣中華基督教會基慧小學上午校，中學就讀保良局李城璧中學，大學畢業於香港城市大學社會科學榮譽學士（政策及行政）。大學時期，曾以國際交換生的身份就讀於舊金山州立大學，主修社會運動，並取得Dean's List成績。其後修讀香港浸會大學社會科學碩士（當代中國研究），並以優異成績畢業。
中學時期，趙恩來積極參與學生組織，曾經擔任學生會會長。2001年，趙恩來參與籌備支聯會青年組，及後先後擔任外務委員、主席，推動青年關注中國民主發展、人權狀況。支聯會青年組同期成員有楊岳橋、丘文俊、周澄等人。

### 新民黨時期
2009年起，趙恩來任職田北辰政治助理，協助田北辰草擬政策立場，曾是田北辰專欄主筆；
2010-2012年連續三年跟隨田北辰到北京參與全國人大會議，專責擬備政策立場。2011年及2012年，先後協助田北辰贏得區議會、立法會選舉，並協助田北辰在2012年底連任港區全國人大代表。

### 加入工黨
2013年1月，時任支聯會主席、工黨主席、立法會議員李卓人招攬趙恩來擔任議員助理、工黨地區幹事，專責荃灣區、葵青區、離島區的地區工作。
2015年，趙恩來以工黨身份參與2015年區議會選舉，出選荃灣愉景選區，以2,020票落選，敗於現任議員、新民黨常務副主席田北辰（3,674票）。
工黨特別黨員大會通過，推薦趙恩來於2016年立法會選舉代表與李卓人合組名單，代表工黨出選新界西地區直選，排在名單中第二位。

## 關注屋苑維修工程圍標問題
2014年，趙恩來聯同廉政公署前調查主任林卓廷共同成立「全港業主反貪腐反圍標大聯盟」，並擔任大聯盟發言人，更於3月15日發動反圍標大遊行，抗議政府處理圍標問題束手無策，超過500名業主參與。行動引起政府當局高度關注，民政事務局局長曾德成同日透過網誌回應業主訴求。
趙恩來積極跟進私人屋苑維修工程懷疑圍標個案，先後協助推翻多個屋苑問題維修工程，包括荃灣荃威花園、荃景花園、麗城花園、千里台；屯門黃金海岸、怡樂花園、偉景花園；牛頭角樂雅苑、天水圍嘉湖山莊樂湖居等。
當中，趙恩來協助荃威花園先後兩次動員逾1,500名（約佔全屋苑五成）業主親身出席大會，推翻荃威花園維修工程，成為一時佳話。
2014年，趙恩來提供專業法律支援，協助天水圍天頌苑小業主莫炎熙自辯向房屋委員會成功擊倒政府資深大律師莫樹聯，討回7,200萬元管理費欠款。
2014年11月9日，趙恩來協助荃灣荃景花園一期成立業主立案法團，最終有超過半數（51%）業主出席大會，並以42% 業權份數支持票，促成荃景花園第一期業主立案法團成立。同時，趙恩來亦有跟進荃景花園二期3,300萬元喉管天價維修工程。
2015年8月，趙恩來揭發荃灣麗城花園三期法團借屋宇署修葺令「博懵」硬銷大維修工程，把原來約值2,800萬修葺變成1.4億外牆新造油漆工程。趙恩來出席麗城花園居民大會公開大維修工程招標程序問題，翌日工程顧問公司主動請辭，大維修工程被迫擱置。2015年9月11日，麗城花園三期業主以過半數業權（約600戶）議決撤換管理公司。
2015年，趙恩來協助荃景圍千里台小業主推翻天價維修工程（每戶維修費高達16萬元，遠超房協估價逾倍）；及後成立業主立案法團，重奪管理權；議決解除管理公司「公契經理人」法定地位。2016年5月30日更協助千里台小業主以逾三成業權順利通過選出新管理公司接手，期望改善樓宇管理服務質素。

## 地區工作
2013年3月開始，趙恩來積極參與荃灣地區事務，經常落區荃灣愉景新城，會見街坊接受個案投訴。據悉，趙恩來可能會於2015年區議會選舉代表工黨挑戰時任新民黨常務副主席田北辰，競選荃灣區議會愉景選區。

### 祈德尊新邨被徵地建橋躉事件
早年，政府計劃擴建荃灣繞道，工程涉及永久徵用荃灣祈德尊新邨私人業權範圍，但由於建制派區議員、前任法團主席隱瞞事件，居民蒙在鼓裡。至2013年初，新任法團得知政府計劃，引起居民強烈反彈。4月，超過900名小業主在特別業主大會上表態反對政府計劃，要求立法會財務委員會在未諮詢居民前不要通過工程撥款。
工黨趙恩來聯同多個民主黨派（民主黨、公民黨、街工等）協助祈德尊新邨居民跟進事件，並於6月29日組織約300名居民發起遊行集會，抗議土木工程拓展署計劃徵用祈德尊新邨土地，建造多條15米高橋躉。最終，土木工程拓展署承諾有關橋躉在2021年前都不會建造。

### 揭發環保署偷步擴建屯門堆填區
2013年初，下白泥村村民杜先生發現，新界西堆填區計劃擴建範圍內有約1.5公頃樹林無故被人剷走，變成卸泥場，懷疑環保署先斬後奏，未經立法會通過，偷步擴建堆填區。2013年7月，趙恩來協助村民翻查政府文件資料紀錄，並聯絡傳媒安排採訪，揭發事件。8月8日，政務司司長林鄭月娥、環境局局長黃錦星到訪下白泥村，會見村民聽取意見。

### 反對深井陳記廣場改建酒店
2013年11月，趙恩來協助深井居民反對陳記燒鵝有限公司申請將臨時商業用途的「陳記廣場」改建為樓高22層的酒店（原來規劃用途是「政府、機構及社區」用地）。深井居民擔心興建酒店將令區內交通擠塞問題更趨嚴重，而有關土地則是深井區內唯一較大型備用社區用地，若作永久酒店用途，將會窒礙社區發展。
趙恩來聯同深井規劃關注組發起簽名行動，要求發展商擱置有關酒店發展項目，爭取落實原址興建深井綜合服務設施大樓。11月26日，趙恩來向荃灣區議會主席陳耀星、荃灣民政事務專員葉錦菁遞交由逾2,500名深井居民聯署的請願信，表達意見。至11月29日，發展商決定擱置陳記廣場申請發展酒店計劃。

### 爭取活化荃景圍街市
2014年3月，趙恩來召開記者會踢爆食物環境衞生署涉嫌「篤數」，將部分出租率低的公眾街市，排除計算整體出租率，製造現時公眾街市出租率達九成的假象。同時，趙恩來發現目前荃景圍街市300個檔位僅得約20個有出租「開檔」，要求政府活化荃景圍街市落實將上層騰空改作其他社區用途，如長者康樂中心、社區會堂等，善用資源。

### 爭取荃景圍往港島晨早特快巴士路線
2013年開始，趙恩來要求九巴、城巴開辦晨早特快路線前往港島區，方便居民上班。至2015年初，九巴宣佈將會落實開辦晨早特快路線934A（荃威花園─灣仔），而城巴亦已於7月開辦晨早特快路線930X（愉景新城─灣仔碼頭）。

### 鉛水風波
2015年，工黨社區幹事趙恩來表示於7月中從愉景新城12座大廈中各抽一個樣本，再交由政府認可化驗所檢驗，但當時所有樣本都無超標；直至8月工黨再隨機抽樣6個樣本，其中有兩個樣本超標。趙恩來已要求管理處應分別於每座高、中、低層隨機抽適量樣本檢驗，並應該檢驗中央喉管的水質，嘗試找出鉛水源頭。

### 揭發天水圍「嘉湖山丘」事件
2016年3月初，趙恩來透過傳媒揭發天水圍濕地公園自然保育區附近，出現萬噸「泥頭山丘」，面積有如兩個標準足球場、四層樓高，懷疑有人違法傾倒建築料。同月，土地聯盟成員聯同立法會議員李卓人、南區區議員司馬文、工黨社區幹事趙恩來等約50人，帶同取自多個鄉郊地方，包括大埔、天水圍、及貝澳等非法傾倒的泥頭、垃圾和現場相片到達政總外，把泥頭堆成一座小泥頭山，抗議當局對鄉郊土地遭非法倒泥視而不見，及要求政府規管執法和拘捕涉案人士。趙恩來指新界鄉郊傾倒泥頭問題猖獗，過往多次向環保署、規劃署及地政署反映問題，惟政府一直不了了之，故要將問題帶到政府面前。

### 荃威花園維修工程圍標風波
2007年，荃威花園委聘「裕基建築師有限公司」完成大維修工程。
2012年，荃威花園業主立案法團主席林國安向房協「樓宇更新大行動」資助計劃，開始籌備屋苑大維修工程，並從十多間入標工程顧問公司中篩選出四間提交業主大會投票表決，最終由「翔天測量師行有限公司」以98.8萬元低價取得荃威花園大維修工程顧問合約。
由於荃威花園已於不足10年前已由小業主集資完成大維修工程，此舉引起部分業主不滿。測量師學會何鉅業質疑，工程顧問「翔天」提交標書簡單、含糊，並無列明施工範圍，正常工程承辦商難以入標，或因資料不足而導致價格偏高，可能出現圍標問題。而維修費攤分方式亦引起不滿，其中商戶平均只需繳付數十元，但住戶則平均以百元計；業戶投票的計票方式卻以業權的不可分割份數為準，即商戶一票相等於住戶數百票。令小業主們擔心有人以此操縱投票結果。
後來在住戶暨「全港業主反貪腐反圍標大聯盟」發言人趙恩來協助下，有近1,600名業主親身出席業主大會，即使法團手執數百張授權票。2014年7月4日，荃威花園有近1,600名小業主親自投票，並以近9成業權解聘工程顧問「翔天測量師行有限公司」。當日，由於出席業主遠超預期，業主大會拖誤三個小時才正式開始。
然而，荃威花園法團並無放棄大維修工程。2015年5月，業主大會通過委聘「郭駿建築師有限公司」重推工程。但在新一份顧問報告中，工程範圍、面積、選用物料均沒有提及，但工程估價高達1.7億元，相較房協獨立估價高出兩成。小業主們欲向法團索取標書、估價及勘探報告不果，便希望團結小業主力量推翻大維修決定。
2015年11月23日，荃威花園逾1,600名小業主再次出席業主大會，成功推翻大維修工程；並且議決撤換荃威花園業主立案法團。不過，舊法團成員拒絕承認業主投票結果，會後拒絕根據《建築物管理條例》進行交接程序。

### 荃威花園新舊法團地位風波
2015年11月23日，荃威花園特別業主大會通過動議撤換業主立案法團管理委員會，並且即場委出新任法團委員。舊法團單方面宣稱新選出的法團「法律地位未能確立」，理由是「解散原有法團後未有委出管理人接管屋苑事務」。
即使新法團已在土地註冊處成功進行登記手續；但舊法團在新昌管理、新界社團聯會區議員林婉濱協助下，拒絕根據《建築物管理條例》規定交出法團所有財產（包括法團印章、屋苑帳目、合約文件等），並繼續以「荃威花園業主立案法團」之名刊登通告及動用管理費。
雖然舊法團拒絕合作，但新法團2016年4月成功在匯豐銀行完成法團戶口轉名手續。不過，舊法團隨即凍結荃威花園屋苑銀行戶口，意圖癱瘓屋苑運作，逼令新法團交出權力。2016年6月，由於荃威花園業主立案法團戶口仍被凍結，導致未能支付多項屋苑服務開支，荃威花園清潔、保安等日常服務面臨停頓危機。
新法團透過民政事務總署嘗試與舊法團進行調解會晤，可惜最終無法達成和解協議。於是，新法團委員自籌逾50萬元訟費，委聘律師入稟土地審裁處（案件編號：LDBM28,81/2016），尋求法律裁決解決爭議，案件排期至2016年7月7日開審。後來，新法團委聘大律師張耀良，引用特快程序尋求法庭釐清法律觀點，以盡快解封屋苑銀行戶口，故法庭將案件提前一個月至2016年6月7日開審。可惜，審訊當日舊法團委聘新昌管理法律顧問，臨時提出新的事實爭議，要求法官押後聆訊。
土地審裁處暫委法官陳玲玲於2016年9月30日頒下判決書（案件編號：LDBM28, 81/2016），裁定舊法團敗訴，2015年11月23日荃威花園特別業主大會議決有效，新選出的法團委員是合法，舊法團必須於14日內交出法團所有財產。陳官更在判決書上多番引用法律觀點指斥舊法團觀點絕對錯誤；舊法團主席張天盛、秘書鄭國德、司庫陳永棠須支付新法團全數訟費、律師費。雙方訴訟費用估計逾百萬元。
LDBM28, 81/2016 判決書詳列於 法律參考系統 （页面存档备份，存于） 上。

## 推動地區政治改革
趙恩來聯同十多名來自泛民不同政黨的區議員，以及二十八名地區工作者，組成政治組織「區政改造」，期望成為改革區議會職能的平台，打破建制派長期壟斷地區政治。趙恩來期望透過此平台可以改變市民對區議會的印象，及爭取區議員有更大議價及監察政府的能力，同時令民主理念深入社區。

## 當選區議員
趙恩來於2019年區議會選舉中於荃威選區取得4444票成功擊敗新界社團聯會林婉濱，當選成為荃灣區議員並於2020年1月1日正式開始任職。

## 行使區議員職能
於2020年1月9日
荃灣區第一次區議會大會中提出廢除「增選委員」並獲得眾議員一致通過。
提請廢除「增選委員」的趙恩來議員指，過去經常有區議會落選者或建制派人士利用「增選委員」的名銜招攬支持者，甚至在宣傳品上印上此職銜，讓不少市民誤以為是區議員。他覺得提名沒有民意基礎的人到區議會發表意見是毫無需要，而區議會可主動邀請公眾、民間團體等到會議發表意見，認為這和「增選委員」是有同樣成效。
於2020年1月23日
反對撥款大白象表演，通過撥款向荃灣區內居民派發數萬份「防炎包」
荃灣區議會不滿「荃城萬家迎元宵」每年耗資百萬舉辦歌舞表演，僅是舞台搭建已要超過20萬元，成本效益存疑；決定不再支持撥款申請。經過商討，荃灣區議會邀請明愛荃灣社區中心合作，計劃撥款 HK$982,960 推動「荃城防炎計劃」向荃灣區內居民派發數萬份「防炎包」（包括口罩、酒精搓手液、消毒藥水...），同時舉辦一系列社區衛生推廣活動，提升居民健康衛生意識。
推翻地區白象工程，撤銷 150萬川龍蝴蝶標誌建造工程
前任保皇區議員早年提出撥款150萬元興建川龍蝴蝶標誌「彰顯川龍特色」（100萬元會用作製作蝴蝶雕塑，其餘50萬元會用作地盤平整、地基及環境改善等工程），與深井著名鵝型雕塑同是「地區小白象」工程，浪費公帑。荃灣區議會地區規劃、發展及設施管理委員會會議上，趙恩來要求荃灣民政事務處撤銷川龍蝴蝶標誌建造工程，並把150萬預留撥款用作其他更有意義的項目，得到接納。
為大帽山茶水亭(蓮姐)經營權發聲
大帽山茶水亭蓮姐經營廿五載，可惜漁護署重新進行公開招標，蓮姐擔心未能續約，恐怕未能繼續服務山友。惟網民發起聯署後，區議員趙恩來亦嘗試聯絡漁護署，並要求署方重新考慮蓮姐過去對大帽山的貢獻，延續蓮姐的經營權，可惜對方回覆表示有關招標工作已於2019年12月完成，原來計劃2020年1月底前公佈招標結果；惟COVID-19疫情影響，漁護署經已暫時延長經營權，以維持對郊遊人士提供的服務。
當時漁護署傾向不會延續「大帽山蓮姐」茶水亭經營權。可幸各方交涉下始終帶來轉變，因漁護署最終願意作出讓步，為大帽山郊野公園遊客中心旁的空置茶水亭進行招標，讓蓮姐有機會在大帽山繼續經營茶水亭。屆時不再僅以「價低者得」原則處理，而會引進其他技術評分標準（如營辦茶水亭經驗、環保減廢衛生等），期望能讓「大帽山蓮姐」繼續服務山友。

## 外部連結
- 趙恩來 Facebook 專頁
- 工黨 （页面存档备份，存于）
- 工黨 Facebook 專頁 （页面存档备份，存于）
- 工黨 Youtube Channel （页面存档备份，存于）

| 議會席位      | 議會席位                                              | 議會席位              |
| ------------- | ----------------------------------------------------- | --------------------- |
| 前任： 林婉濱 | 荃灣區議會 荃威選區區議員 2020年1月1日－2021年7月17日 | 繼任： 末任(選區取消) |